# Boston Journal of Natural History
Boston Journal of Natural History (1834–1863) – czasopismo naukowe wydawane przez Boston Society of Natural History w połowie XIX wieku w Massachusetts. Wśród publikujących tam autorów znajdowali się Charles T. Jackson i Augustus A. Gould. 
Każdy numer zawierał litografie, niektóre kolorowe, których autorami byli m.in. E.W. Bouvé, B.F. Nutting i A. Sonrel.
Kontynuacją czasopisma były Memoirs Read Before the Boston Society of Natural History z 1863.

## Dalsza literatura
- Boston Journal of Natural History v.1 (1834-1837); v.2 (1838-1839); v.4 (1843-1844); v.5 (1845-1847); v.6 (1850-1857); v.7 (1859-1863).

## Galeria

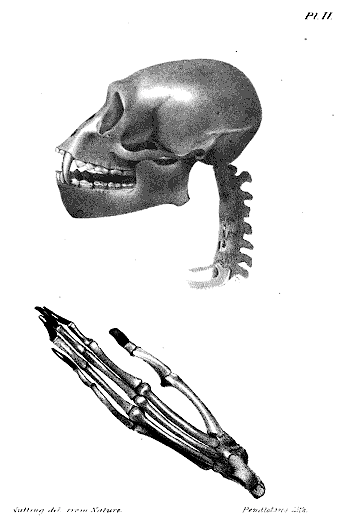
Plate from v.1, 1837
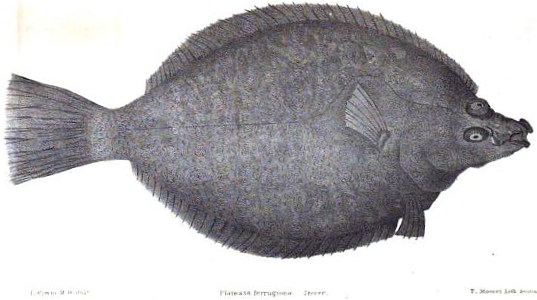
Plate from v.2, 1839
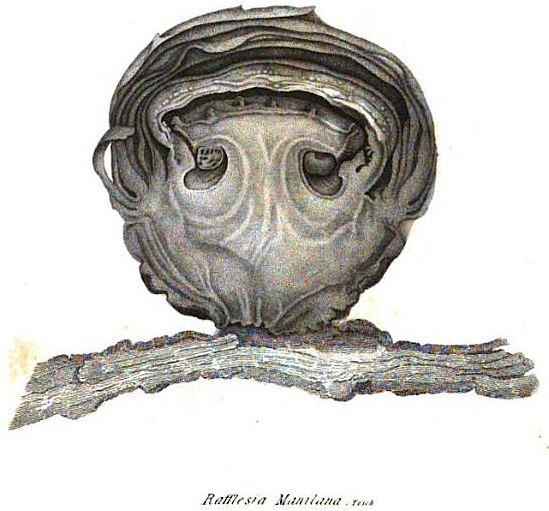
Plate from v.4, 1844
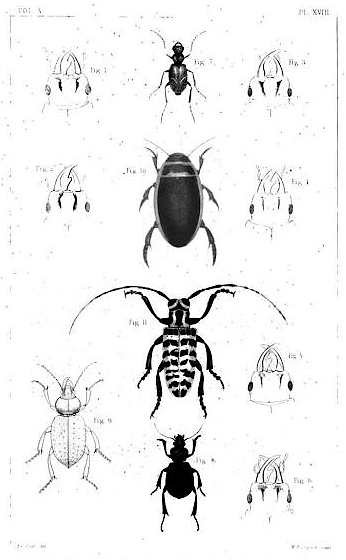
Plate from v.5, 1847